# Gagrella signata
Gagrella signata is een hooiwagen uit de familie Sclerosomatidae.